# یواس‌اس گانت (ام‌اس‌سی-۲۹۰)
یواس‌اس گانت (ام‌اس‌سی-۲۹۰) (به انگلیسی: USS Gannet (MSC-290)) یک کشتی مین یاب ساحلی نیروی دریای ایالات متحده امریکا بود که طول آن ۱۴۵ فوت ۵ اینچ (۴۴٫۳۲ متر) بود. این کشتی در سال ۱۹۶۰ ساخته شد.این کشتی در اقیانوس آرام٬سواحل ژاپن٬کره٬هنگ کنگ٬تایوان٬فیلیپین٬دریای جنوبی چین و ویتنام مشغول به خدمت بوده است.و بالاخره در سال ۱۹۷۰بازنشسته شده و به ژاپن منتقل گردید و این کشتی سر انجام در آنجا برچیده و اسقاط شد.